# World Class Leader Board
World Class Leader Board, a volte scritto World Class Leaderboard o World Class Leaderboard Golf, è un videogioco di golf, l'ultimo della serie di Leader Board, pubblicato a partire dal 1987 per numerosi computer e console dalla Access Software in Nordamerica e dalla U.S. Gold in Europa.
World Class uscì per la maggior parte dei computer per i quali era uscito il primo Leader Board: Amiga, Amstrad CPC, Atari ST, Commodore 64, ZX Spectrum. Mantiene le stesse caratteristiche dell'originale, con nuovi percorsi e migliorie. La versione Atari ST tuttavia sembra essere in realtà una riedizione economica di Leader Board, diversa solo nella confezione. La versione Commodore 64 è molto simile soprattutto al precedente titolo esclusivo Executive Leaderboard, con nuovi percorsi. World Class fu invece l'unico gioco della serie a uscire per i computer Apple II, Archimedes, Mac OS e MS-DOS, e nel 1991 anche l'unico per console: Game Gear, Master System e Mega Drive (tutte della SEGA).
Di solito fu molto apprezzato dalla critica, più o meno in tutte le versioni.

## Modalità di gioco
La visuale e il sistema di controllo sono gli stessi di Leader Board, come anche la presenza di 1-4 giocatori e di tre livelli di difficoltà.
Originariamente comprende quattro percorsi: Cypress Creek, Doral Country Club, St. Andrews e Gauntlet Country Club. I primi tre sono riproduzioni di campi realmente esistenti (due negli USA e uno in Scozia), il quarto è fittizio ed è il più impegnativo. Il paesaggio di tutti i percorsi è ambientato nel verde pianeggiante con la presenza di alberi, bunker, laghi e corsi d'acqua, fairway e rough.
Rispetto a Leader Board, nel caso di Amstrad e Spectrum vennero introdotti gli alberi e i bunker prima assenti; su Amiga e ST erano già presenti in Leader Board, mentre per Commodore 64 erano stati aggiunti solo in Executive Leaderboard.
È stata aggiunta la possibilità di mostrare a comando una vista dall'alto di tutta la buca attuale.
Un editor di livelli, non disponibile in tutte le versioni, permette di creare percorsi personalizzati selezionando e ordinando 18 buche tra le 72 buche totali esistenti. Si può inoltre cambiare il tipo di alberi presente in ogni buca.
La versione MS-DOS è caratterizzata da sintesi vocale di commenti e rumori naturali. Alcuni effetti digitalizzati sono presenti anche su Mega Drive e Game Gear.

## Espansioni
Solo per alcuni computer vennero pubblicate delle espansioni, ciascuna con quattro percorsi aggiuntivi, solitamente basati su percorsi reali:
- Famous Courses of the World vol. 1 (Harbour Town Golf Links, Sunningdale Golf Club, Dorado Beach, Pine Ridge Classic Golf Course), per Amiga, Amstrad CPC, Apple II, Commodore 64, ZX Spectrum;
- Famous Courses of the World vol. 2 (Pebble Beach Golf Links, Muirfield, Colonial Country Club, Glenmoor Country Club), per Apple II, Commodore 64;
- Famous Courses of the World vol. 3 (Tournament Players Club at Sawgrass, Firestone Country Club, Banff Springs Golf Course, Royal St. George's Golf Club), per Commodore 64.

I percorsi indicati si riferiscono alle edizioni originali della Access. Nelle edizioni europee della U.S. Gold (vol. 1 per Amstrad CPC, Commodore 64 e ZX Spectrum e vol. 2 per Commodore 64) i percorsi sono invertiti: nel vol. 1 ci sono quelli del vol. 2 e viceversa.
Le espansioni vennero pubblicate successivamente anche per MS-DOS, tutte insieme, nella raccolta World Class Leader Board: The Series (1992).